# Raffaello Nasini

Firma di Raffaello Nasini

Raffaello Nasini (Siena, 11 agosto 1854 – Roma, 29 marzo 1931) è stato un chimico italiano.

## Biografia
(ASTIANATTE, tratto da Ritorno a Pisa (pubblicazione speciale ALAP), Pisa, Giardini, 1968)
Dopo aver lavorato nel laboratorio di Stanislao Cannizzaro a Roma e di Hans Heinrich Landolt a Berlino, fu, dal 1891, docente di chimica generale presso l'Università di Padova, di cui fu rettore tra il 1900 e il 1905. Si trasferì in seguito all'Università di Pisa, aprendo una fondamentale serie di ricerche nell'ambito della chimica applicata. La sua opera contribuì alla formazione di una delle grandi scuole di ricerche della chimica nazionale.
Celebre in ambito universitario fu il suo discorso del 1906 in cui il Nasini egli augurò agli allievi di ispirarsi nella loro attività di studio ad alcuni valori tra cui "...l'entusiasmo nel concepire il lavoro del Cannizzaro, la sua profonda meditazione nell'idearlo; la calma, il prudente scetticismo del Tassinari nell'eseguirlo; l'acume nel vagliare i resultati e nel trarre le deduzioni del Piria!"
Morì a Roma il 29 marzo 1931.
A Raffaello Nasini è dedicato il Premio Nasini della Società Chimica Italiana per i chimici al di sotto dei 40 anni che si siano distinti nello studio e sviluppo della chimica inorganica. Il minerale Nasinite, un borato, prende il nome da Raffaello Nasini. Gli è dedicata inoltre un'aula storica del Dipartimento di Scienze Chimiche dell'Università di Padova.

### Carriera universitaria
- Professore ordinario di Chimica generale all'Università di Padova (12 novembre 1891)
- Rettore della Università di Padova (7 ottobre 1900-1905)[1]
- Professore ordinario di Chimica generale all'Università di Pisa (17 maggio 1906)
- Professore onorario dell'Università di Padova (25 aprile 1922)
- Direttore della Scuola di farmacia all'Università di Pisa (5 novembre 1923) (31 dicembre 1925-1929)

## Opere
- F. Mauro, R. Nasini, A. Piccini, Analisi chimica delle acque potabili della città di Roma, Roma, 1884.
- Sull'alcannina. Nota di G. Carnelutti e R. Nasini - Annali di chimica applicata alla medicina cioè alla farmacia, alla tossicologia, all'igiene, alla fisiologia, alla patologia e alla terapeutica (1881 gen, Serie 3, Volume 72, Fascicolo 1), su emeroteca.braidense.it.
- I soffioni boraciferi e l'industria dell'acido borico in Toscana, 1906

## Onorificenze
- Onorificenza al Merito civile di Savoia
- Laurea honoris causa delle Università di Glasgow e di Cambridge
- Professore onorario dell'Università di Padova
- Grande ufficiale dell'Ordine della Corona d'Italia
- Commendatore dell'Ordine dei S.S. Maurizio e Lazzaro